# Jérôme Christ
Jérôme Charles Christ (Illkirch-Graffenstaden, 4 aprile 1938 – Strasburgo, 26 ottobre 2023) è stato un cestista francese.

## Biografia
Con la Francia disputò i Giochi olimpici di Roma 1960 e due edizioni dei Campionati europei (1959, 1961).